# 德·斯路斯蚌线

德·斯路斯蚌线曲线族中几个a的值

德·斯路斯蚌线是一个平面曲线族，由勒内·弗朗索瓦·沃尔特(男爵德·斯路斯)于1662年研究。
该曲线被定义在极坐标方程下，
{\displaystyle r=\sec \theta +a\cos \theta \,}.
在笛卡尔坐标系，该曲线满足的隐式方程
{\displaystyle (x-1)(x^{2}+y^{2})=ax^{2}\,}
除了对于a=0以外，隐式方程形式存在一个孤立点(0,0)不存在于极坐标方程形式中。
它们是有理曲线、循环代数曲线、三次曲线。
这些表达式有一个渐近线x=1(a≠0)。离渐近线最远的点是(1+a,0)。(0,0)是一个结点(a<−1)。
曲线和渐近线之间的面积是({\displaystyle a\geq -1})，
{\displaystyle |a|(1+a/4)\pi \,}
当{\displaystyle a<-1}时，面积是
{\displaystyle \left(1-{\frac {a}{2}}\right){\sqrt {-(a+1)}}-a\left(2+{\frac {a}{2}}\right)\arcsin {\frac {1}{\sqrt {-a}}}}。
如果{\displaystyle a<-1}，曲线将有一个回路。回路的面积是
{\displaystyle \left(2+{\frac {a}{2}}\right)a\arccos {\frac {1}{\sqrt {-a}}}+\left(1-{\frac {a}{2}}\right){\sqrt {-(a+1)}}}。
曲线族中的四种拥有其独立名称的曲线：
a=0, 直线 (其他曲线族的渐近线)
a=−1, 蔓叶线
a=−2, 正环索线
a=−4, 麦克劳林三等分角曲线

## 性质
1. 曲线类型  德·斯路斯蚌线属于有理曲线、循环代数曲线和三次曲线的范畴。这意味着它具有较高的代数复杂性，但仍然可以通过有理参数化来表示。
2. 渐近线  当 a=0 时，曲线的渐近线是 x=1。这是德·斯路斯蚌线的重要几何特征之一。离渐近线最远的点位于 (1+a,0)。
3. 特殊点  当 a<−1 时，笛卡尔坐标系下的孤立点 (0,0) 是一个结点，这种情况下曲线呈现出复杂的交叠性质。